# Туракаева
Туракаева — деревня в Аргаяшском районе Челябинской области. Входит в состав Байрамгуловского сельского поселения.
Расположена на берегу реки Миасс, в западной части района, на северо-восточном берегу Аргазинского водохранилища. Ближайший населённый пункт — деревня Аракаева. Расстояние до районного центра, села Аргаяш — 48 км.

## История
Туракаева основана в начале 1900, как выселок из деревни Ракаева-1. 
В 1930 организован колхоз «Море», через некоторое время вошел в состав совхоза «Байрамгуловский». В 1945 по 1956 года деревня относилась к Кулуевскому району.

## Население
| 2002 | 2010 |
| ---- | ---- |
| 20   | ↘12  |

(в 1916 — 163, в 1947 — 198, в 1956 — 149, в 1970 — 175, в 1983 — 125, в 1995 — 23)

## Улицы
- Дачная улица
- Озерная улица